# 蒂格氏喉鰭鯰
蒂格氏喉鰭鯰，為輻鰭魚綱鯰形目項鰭鯰科的其中一種，為熱帶淡水魚類，分布於南美洲烏拉圭河下游流域，體長可達19.6公分，棲息在底層水域，生活習性不明。

## 扩展阅读
維基物種上的相關：蒂格氏喉鰭鯰